# Casa Petrechevich-Horvath din Cluj-Napoca
Casa Petrechevich-Horváth (str.C.Daicoviciu nr.2, Cluj), care adăpostește acum „Muzeul Național de Istorie a Transilvaniei”, se leagă de numele unei familii descendente a vechii aristocrații croate. 

## Istoric
Membrii familiei au făcut eforturi pentru a transforma această clădire într-un centru al vieții culturale clujene. Eforturi fără succes, pentru că modernizarea orașului a ocolit, într-o anumită măsură, zona orașului vechi. Casa se constituie ca o adaptare a neoclasicismului la decorul cu palmete ale firizei care desparte etajele.